# Восточный кризис
Восточный кризис (Балканский кризис; босн. и хорв. Velika istočna kriza, серб. Велика источна криза, болг. Източна криза, макед. Голема источна криза, тур. Şark Buhranı, нем. Orientalische Krise, венг. Keleti válság, англ. Great Eastern Crisis, фр. Grande Crise Orientale) — обострение в международных отношениях 1875—1878 гг., вызванное усилением национально-освободительных движений на Балканском полуострове, принадлежавшем в то время Османской империи, на фоне распространения идеологии панславизма (объединения славянских народов под эгидой русского царя).
Начало кризиса связано с боснийско-герцеговинским восстанием 1875 года. Кульминацией международной напряжённости стали войны турок с Сербией (1876—1877) и с Россией (1877—1878). Обеспокоенные приближением русской армии к Константинополю и перспективой падения Османской империи, западные державы вмешались в ситуацию и добились подписания Берлинского трактата (июль 1878 года).
Восточный кризис полностью изменил расстановку сил на Востоке и на международной арене в целом.

## Предыстория
Состояние османского владычества на Балканском полуострове продолжало ухудшаться на протяжении всего XIX века, когда центральное правительство иногда теряло контроль над целыми провинциями. Реформы, навязанные европейскими державами, мало что сделали для улучшения условий жизни христианского населения, и в то же время не сумели удовлетворить значительную часть мусульманского населения. Боснийский вилайет пережил как минимум две волны восстания со стороны местного мусульманского населения, последняя из которых произошла в 1850 году. Австро-Венгрия консолидировалась после потрясений первой половины века и стремилась активизировать свою давнюю политику экспансии за счёт Османской империи. Между тем, номинально автономные, де-факто независимые Сербия и Черногория также стремились завладеть областями, населёнными их соотечественниками. Националистические и ирредентистские настроения были сильны и поощрялись Российской империей и её агентами.

### Османский экономический кризис и дефолт
4 августа 1854 года во время Крымской войны Османская империя взяла свой первый внешний заём у Великобритании. За ним последовал ряд других займов, частично для финансирования строительства железных дорог и телеграфных линий, а частично для финансирования дефицита между доходами и щедрыми расходами двора, такими как строительство новых дворцов на европейской стороне Босфора в Константинополе (Долмабахче, Чыраган, Ферие). Условия этих займов были исключительно благоприятными для британских и французских банков (принадлежащих семье Ротшильдов), и в то время отражали готовность имперской администрации постоянно рефинансировать свои долги. Большое количество денег было также потрачено на строительство новых кораблей для османского флота во время правления султана Абдул-Азиза (1861—1876). В 1875 году османский флот имел 21 линкор и 173 боевых корабля других типов, что делало его третьим по величине военно-морским флотом в мире после Королевского флота Великобритании и флота Франции. Однако все эти расходы ложились огромным бременем на казну Османской империи. Тем временем сильная засуха в Малой Азии в 1873 году и наводнение 1874 года вызвали голод и всеобщее недовольство в самом сердце империи. Нехватка сельскохозяйственной продукции препятствовала сбору необходимых налогов, что вынудило правительство Османской империи объявить 30 октября 1875 года суверенный дефолт по выплате внешних займов и повысить налоги во всех своих провинциях, включая Балканский полуостров.

## Восстания и войны на Балканском полуострове
Решение об увеличении налогов в Османской империи для выплаты долгов перед иностранными кредиторами привело к восстаниям в балканских провинциях, началу восточного кризиса и в конечном итоге к началу русско-турецкой войны (1877—1878), за которой последовали условия независимости или автономии для христианских народов на балканских территориях империи, с последующим подписанием Берлинским трактата в 1878 году. Война, однако, была катастрофой для уже находящейся в затруднительном положении экономики Османской империи, и в 1881 году была создана Администрация публичных долгов (Дуюн-и Умумие), которая передала контроль над доходами Османской империи иностранным кредиторам. Это сделало европейских кредиторов держателями облигаций и предоставило Администрации публичных долгов особые права на сбор различных видов налоговых и таможенных поступлений. Во время и после сербско-турецкой войны (1876—1877) от 30 до 70 тысяч мусульман, в основном албанцы, были изгнаны армией княжества Сербия из санджака Ниш и бежали в Косовский вилайет.

## Последствия
После подписания Берлинского трактата 1878 года Австро-Венгрия разместила военные гарнизоны в Боснийском вилайете и санджаке Нови-Пазар, которые формально (де-юре) продолжали оставаться османскими территориями. Воспользовавшись хаосом, произошедшим во время младотурецкой революции 1908 года, Третье Болгарское царство провозгласило формальную независимость 5 октября 1908 года. На следующий день 6 октября 1908 года Австро-Венгрия в одностороннем порядке аннексировала Боснию, но вывела свои вооруженные силы из санджака Нови-Пазар, чтобы достичь компромисса с османским правительством и избежать войны (Османская империя потеряла санджак Нови-Пазар по результатам Балканских войн 1912—1913 гг.).
В 1881 году Третья Французская республика оккупировала бейлик Тунис под предлогом того, что тунисские войска пересекли границу французской колонии Алжир, которая до 1830 года также принадлежала Османской империи. Год спустя, в 1882 году, Британская империя оккупировала территорию Египетского хедивата под предлогом оказания военной помощи османам для подавления восстания Ораби-паши (Великобритания позже объявила Египет британским протекторатом 5 ноября 1914 года в ответ на решение правительства Османской империи присоединиться к Первой мировой войне на стороне центральных держав). Стоит отметить, что правительство Османской империи часто декларировало налоговые поступления из Египта в качестве поручительства по займам в британских и французских банках. Османское правительство ранее уступило Кипр в аренду Великобритании в 1878 году в обмен на британскую поддержку на Берлинском конгрессе в том же году (Кипр был позже аннексирован Великобританией 5 ноября 1914 года в ответ на решение правительства Османской империи присоединиться к Первой мировой войне на стороне центральных держав). Получив Кипр и Египет, Великобритания получила важный плацдарм в Восточном Средиземноморье и контроль над Суэцким каналом; в то время как Франция увеличила свои земли на западном средиземноморском побережье Северной Африки, добавив Тунис к своей империи в качестве французского протектората.

## См.также
- Восточный вопрос